# 肇和級防護巡洋艦
肇和級防護巡洋艦，是清朝末期海军重建时期所订购的最后一级防护巡洋舰，这也是中国第一级采用蒸汽轮机（时称“透平机”）的军舰。
本级原设计作为训练巡洋舰使用。各舰未及实际服役，辛亥革命即已爆发，建造一度中断。中华民国继承并保有本级前两舰（肇和、應瑞），两舰随后历经军阀混战，最终在抗日战争爆发初期先后被日军飞机击沉。三号舰因民国内战不断，无力筹款，被迫放弃，转售予希腊海军；1940年意大利对希腊宣战前夕被意大利潜艇偷袭击沉。

## 背景
1909年冬，清朝重启自庚子事变以来再度停滞的海军建设，由载洵率领一支庞大的中国海军代表团前往欧洲各国进行考察。此行中国欧洲多国订购了大批军舰，其中在英国订购了两艘特别设计的训练巡洋舰，按清政府的计划，这将为日后的新式海军提供必不可少的训练能力。
另一边，20世纪初中美关系迅速升温，同时美国的钢铁和造船企业也对中国向欧洲抛出的大笔订单感到羡慕。1909年底到1910年初，先后多家美国企业敦促美国政府，认为中国新订造的训练舰大量采用了英式装备，这将使日后扩充的海军也继续沿用英式装备，从而扩大英国在华影响力。因此美国国务院对清政府表示，希望中国能同样“公正”地采购一番美式装备。1910年8月23日，载洵再次率领海军考察团出国考察，这次主要的目的是寻访美国各大船厂和海军基地。12月21日，中方通知美国造船企业驻华总代表，表示中方准备向纽约造船公司订购第三艘肇和级巡洋舰。然而中方为了标准化起见，坚持要在该舰上采用英式火炮。美方不甘心就此失去利润丰厚的中国军火市场，在和中方进行一系列磋商后，达成了一笔一揽子海军协议，由美国向中国提供2500万两白银的首期低息海军贷款，同时双方进行广泛的海军合作，中方承诺利用海军贷款向美方订购无畏舰，同时美方将协助中国改进军港和军械工厂、接收赴美留学生、派出美国海军顾问、向中方进行技术转移、双方建立情报共享机制等。

## 设计与概述
本级3舰因在三间不同的造船厂进行生产，外观与内部均有一定的差别。首舰肇和号由英国阿姆斯特朗埃尔斯维克船厂首席设计师约书亚·佩雷特（Josiah Perrett）主持设计。其母型有可能是同厂建造、1903年下水的紫石英号。英方的设计方案为2750或2725吨，全长105.46米、宽11.9-12.8米，吃水4.5米。全舰采用艏艉楼设计。外观上为两烟囱，在两侧的舷墙有大量开口，供火炮进行射击用。首舰肇和号为保证副炮射界，艏艉楼侧面均明显内削。

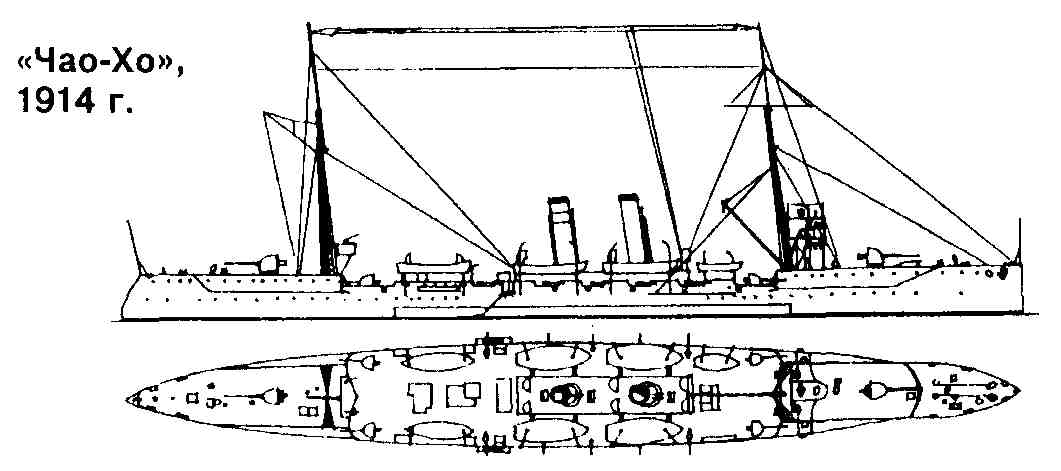
肇和号线图

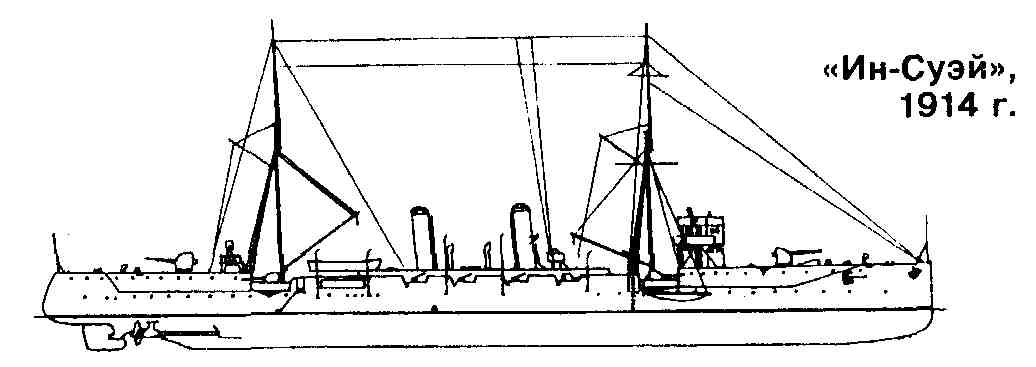
应瑞号线图。可以看到前桅和烟囱的位置比起肇和号要更靠后，而且略为分开一些。后部建筑样式也略有不同。

二号舰应瑞号在建造时，诸多细节与肇和号均不相同。外观上两者的主要区别为：肇和号为保证副炮射界，艏艉楼侧面均明显内削；应瑞号改为在舷侧安装4座副炮用的耳台；后部露天指挥台，肇和号为紧靠后桅，下方有支撑用的斜杆；应瑞号则直接安装在艉楼甲板；舰艏的锚链孔，肇和号右侧两个、左侧一个；应瑞号两边都是一个。此外还有不太明显的区别：应瑞号的前桅比肇和号要更靠后一些，而烟囱要稍微分开一些。三号舰飞鸿号的外观基本接近应瑞号，同样有耳台。
动力方面，3舰均使用了帕森斯公司生产的透平机。肇和号、应瑞号的主机可能都是3台透平机、3轴推进。至于辅机和锅炉，3舰的实际配置方案各有差别。
武器方面，首舰肇和号、三号舰飞鸿号均采用阿姆斯特朗火炮，二号舰应瑞号则是使用维克斯火炮。肇和号的主炮为两门50倍径阿姆斯特朗单装速射炮，分别布置在舰体前后中轴线上。副炮为50倍径4英寸（100）阿姆斯特朗速射炮，布置在主甲板4个角落。小口径火炮包括两门50倍径3英寸（76）阿姆斯特朗速射炮，47毫米哈乞开斯机关炮6门，以及37毫米马克沁乒乓炮两门。鱼雷武器为18英寸（460）鱼雷发射管两具。应瑞号的武器口径与肇和号基本相同，但部分武器的具体厂家有区别。另安装位置略有区别：肇和号副炮在中部上层建筑4角，应瑞号在4个耳台处；3英寸炮，肇和号安装在前部副炮后面的舷侧；应瑞号则改到鱼雷管旁、后部副炮的前方。飞鸿号的初始布置方式不详，可能与肇和号类同；后于1926年进行大改装，武器配备有了很大变化。
防护方面，首舰肇和号的装甲甲板倾斜部分为2英寸（50.8），水平部分1英寸（25），司令塔3英寸（76）。二号舰应瑞号造价便宜些，防护能力也相对缩水。三号舰飞鸿号的防护能力与肇和号基本相同。

## 同级舰
| 舰名                               | 建造厂家         | 起工          | 下水           | 服役          | 结局                                               |
| ---------------------------------- | ---------------- | ------------- | -------------- | ------------- | -------------------------------------------------- |
| 肇和 Chao Ho                       | 埃尔斯维克造船厂 | 1910年11月7日 | 1911年10月23日 | 1913年3月14日 | 1937年9月21日虎门保卫战日机空袭沉没                |
| 應瑞 Ying Swei                     | 维克斯造船厂     | 1910年        | 1911年12月2日  | 1913年4月16日 | 1937年10月23日南京空袭沉没                         |
| 飞鸿 Fei Hung 埃利/赫勒 Elli/Helle | 紐約造船廠       | 1911年        | 1912年5月4日   | 1914年        | 飞鸿：1914年出售 埃利：1940年6月10日意大利潜艇击沉 |

## 简介
本级三舰均在清朝末年开始动工兴建。1911年辛亥革命爆发，新成立的民国政府希望能继承接收这批清末订购的军舰，经过商议，以民国政府向承建厂商开具高价贴息国库券的方式，结清剩余款项。肇和号、应瑞号两舰因此得以回国。不久全国进入了动荡的军阀混战时代，两舰从此分道扬镳。其中应瑞号长期留在中央海军序列，跟随闽系海军先后依附皖系、直系、南京国民政府，抗日战争期间被日机击沉。
另一边，肇和号选择加入护法舰队，但随即卷入了地方军阀和护法军政府之间的冲突之中。1923年护法舰队解散，肇和号随原护法舰队主力加入直系的渤海舰队，后又辗转于奉系、粤系。抗日战争初期的虎门保卫战中，肇和号同样被日机击沉。
飞鸿号因民国政府无力支付，由造船厂转售予希腊海军，并改名为“埃利”。第一次世界大战期间，协约国曾一度控制了希腊海军，埃利号也因此在数年间悬挂法国国旗，直到希腊对德奥宣战后埃利号才重归希腊旗下。1940年第二次世界大战期间，意大利在作入侵希腊的准备时，以潜艇偷袭削弱希腊海军，埃利号也因此被击沉于港内。